# 크리모프
크리모프(러시아어: Климов)은 현재 국제적으로 인증된 가스터빈 엔진, 주요 기어박스 및 수송기용 액세서리 구동 기어박스를 제조하고 있다.